# Catherine O’Flynn
Catherine O’Flynn (ur. 1970 w Birmingham) – brytyjska pisarka.
W 2008 otrzymała nagrodę literacką Galaxy British Book Awards w kategorii debiutant roku. Jej debiut powieściowy Co straciliśmy? został uhonorowany nagrodami: Jelf Group First Novel Award oraz Costa Book Awards.
Jest mężatką i ma dwie córki. Mieszka w Birmingham.

## Powieści
- What Was Lost (2007; wyd. pol. 2010 Co straciliśmy?)
- The News Where You Are (2010)
- Mr Lynch’s Holiday (2013)